# Eduard Vilde
Eduard Vilde (Pudivere, 1865. március 4. – Tallinn, 1933. december 26.) észt újságíró, diplomata, író, az észt kritikai realizmus kezdeményezője és kiemelkedő képviselője.

## Gyermekkor és iskolaévek
Eduard Vilde Virumaaból származik, egy északi észt faluban, Simunában született 1865. március 5-én. Édesapja uradalmi ispán volt a Pudivere birtokon, de nem sokkal a kisfiú születése után összekülönbözött a földesúrral, és a Muuga birtokra költöztek. Vildét édesanyja nevelte és tanította, utazás iránti szeretete is tőle származik. A gimnáziumot 1878-tól Tallinnban végezte német iskolában (észt nyelvű ott még nem is volt) de érettségi előtt kicsapták, s ez volt hivatalos tanulmányainak vége.

## Vilde mint pályakezdő író és újságíró
A fiatal Vilde 1883-tól kezdve több újságnál is dolgozott: 1883-tól 1886-ig a tallinni Virulane lapnál, majd 1887-től 1890-ig a Postimees-nél. Részben szerkesztői segédmunkákat végzett, kisebb karcolatokat, tárcákat írt. Amikor volt ideje, saját novellákat is írt, melyek az újság irodalmi mellékletében jelentek meg.
Írói tehetsége korán nyilvánvalóvá vált, első írása tizenhét éves korában jelent meg. Kezdetben romantikus és bűnügyi tárgyú elbeszéléseket írt. Első művein még meglátszik az akkori német szórakoztató irodalom hatása. Komikus kalandok, bűnesetek, romantikus szerelmi történetek fonódnak össze bennük. Az útirajzok szintén Vilde egyik kedvenc műfaja. Úti történeteit képzeletbeli alakokkal és kitalált kalandokkal színesítette, mindemellett leírásai hitelesek voltak, és megtartották az értékes információt az akkori körülményekről és szokásokról. Írásai közt volt nem egy fordítás is. Kitűnő elbeszélő készsége, érdekes meseszövése hamarosan megnyerte az olvasóközönség tetszését.
1890 és 1892 között Németországban élt, szabadúszó újságíróként dolgozott Berlinben, s kitűnően megtanult németül. Itt ismerkedett meg közelebbről a realizmussal és a naturalizmus elméletével, emellett megalapozta szociáldemokrata világszemléletét is. Hazájába visszatérve kapcsolatot teremtett a tartui marxista diákkörökkel, s 1896-ban megírta Külmale maale (Hideg országba) című regényét, mely a századvégi észt paraszti élet szociális méltánytalanságait s a veszedelmesen terjedő bűnözést tárgyalja. Bár néhány romantikus vonás még mutatkozik a regényben, különösen a hősnő alakjában, ez már realista regény igazi jellemekkel és mély társadalmi háttérrel. Bemutatja a zsellérek nyomorúságát, és ezzel szemben a földesúr fényűző életét, a földesurat kiszolgáló cselédség szolgalelkűségét, a szegényparasztság és a földesúr, valamint környezete közti társadalmi feszültséget. A gyári munkások életértől fest megrendítő képet a Raudsed käed (Vaskezek, 1898) című regényében.
Észtországba való visszatérése után Vilde ismét újságoknál dolgozott (Postimees: 1893–1896, narvai Virmaline: 1897–1898, tallinni Eesti Postimees: 1898–1901, tallinni Teataja: 1901–1904), de ekkor már egymás után napvilágot láttak regényei és novellái is.
A századfordulón hozzákezd történelmi regénytrilógiájához: Mahtra sõda (A mahtrai háború, 1902), Kui Anija mehed Tallinnas käisid (Mikor az anijaiak Tallinnban jártak, 1903) és Prohvet Maltsvet (Maltsvet próféta, 1905-1908). Az első az észak-észtországi parasztok 1858-as felkelésével foglalkozik, a második az urbanizációval, illetve a 19. századi németesedés kérdéseivel, a harmadik pedig a hatvanas évek kivándorló-mozgalmával. Mindhárom regény emberek visszaemlékezésein, leveleken és jegyzeteken alapul. Vilde már a trilógia első részének köszönhetően elismert íróvá válik.
Vilde részt vett egy lap alapításában is – együtt az ügyvéd és későbbi elnök Konstantin Pätsszel, Vilde elindította a Gazette-et. 1904 júliusában Tartuba költözött, hogy a liberális Uudised-nél dolgozzon. Az újságban saját történeteit is publikálta. Újságíróként Vilde tehát nemcsak meg tudott élni, de terjeszthette nézeteit is.

## Emigrációban
Vilde aktívan részt vett a baloldali politikai mozgalmakban. Tevékeny részt vállalt az 1905-ös eseményekben, így a hatóságok elől kénytelen volt emigrációba vonulni feleségével, Linda Jürmannal. Vilde tizenkét évig élt külföldön: Zürichben, Helsinkiben, Münchenben, Stuttgartban, Brüsszelben, New Yorkban és Koppenhágában. Emigrációja elején Helsinkiben kiadja a Kaak (Szégyenfa, 1906) című észt nyelvű szatirikus lapot, amely élesen támadja a honi kormányzatot. A kedvenc helyén, Koppenhágában töltött évek igazán termékenyek (1911–1916).
Külföldi tartózkodása alatt sokat tanulmányozta a világirodalmat, novelláiban főleg lélektani kérdéseket elemez, nyelve, stílusa egyre csiszolódik. Ez idő tájt keletkezett művei az észt irodalom immáron klasszikus alkotásai: a Tabamatu ime (A megfoghatatlan csoda, 1912) című dráma és a Pisuhänd (Háziszellem, 1913) című vígjáték. 1916-ban jelent meg utolsó, de talán legérettebb alkotása, a Mäeküla piimamees (A mäekülai tejesember). E művét még ma is az egyik legjobb észt regénynek tartják, s számos nyelvre lefordították. Finom gúnnyal ír a szerző egy agglegény balti német földesúrról, aki a birtok tejgazdaságát csalétkül felhasználva, arra veszi rá egyik zsellérét, hogy az adja neki kölcsön fiatal feleségét szeretőül.

## Hazatérés és utolsó évek
Az 1917-es februári forradalom megnyitotta Vilde számára a hazafelé vezető utat. 1918 őszén meghívták az Estonia színház drámaszakértői pozíciójának betöltésére. Beválasztják az észt alkotmányozó nemzetgyűlésbe is, s 1919–1920 között diplomáciai alkalmazásban van. 1919 januárjában az ideiglenes kormány felkérte Vildét, hogy térjen vissza Koppenhágába, ahol októberig az Észt Információs Irodát irányította. Novemberben Berlinben kezdett dolgozni mint a polgári demokratikus Észtország képviselője. A Puhk testvérek segítségével ő vásárolta meg azt az épületet, amelyet a mai napig a németországi észt nagykövetség használ.
1920–1923 között szabadúszó volt Berlinben, 1923 elejétől pedig Tallinnban élt. 1925. március 5-én egész Észtország Vilde 60. születésnapját ünnepelte. Vilde sok gratulációt kapott otthonról és külföldről egyaránt – Finnországból, Lettországból, sőt Magyarországról is. A kormány nyaralóhoz és földhöz juttatta és élete végéig 200 000 márkához. Vildét megválasztották az Észt Irodalmi Társaság, a Tudományos Irodalmi Társaság és az Észt Újságírók Szövetségének tiszteletbeli tagjává.
Idősebb korában sokat betegeskedett, különösen látása romlott meg. Egyre súlyosbodó szembaját gyógyíttatva, megfordult Magyarországon, Hévízen is. Utolsó regénye, a Rahva sulased (A nép szolgái), befejezetlen maradt. Halála előtt néhány hónappal fasizmusellenes kiáltvánnyal fordult az észt néphez. Ebben megrázó szavakkal óvta az országot a fenyegető európai náci veszélytől, s elítélte hazája vezető köreit.

## Főbb művei
Vilde utolsó éveiben mintegy 9600 oldalnyi munkája került kiadásra, s fiatalabb kori műveit részben vagy teljesen átírta. Munkássága hatalmas mennyiséget ölel fel (33 kötet összegyűjtött munkák), egy észt író sem hagyott ekkora örökséget ránk.
- Musta mantliga mees (1886)
- Kuhu päike ei paista (1888)
- Kõtistamise kõrred (1888)
- Karikas kihvti (1893)
- Linda aktsiad (1894)
- Külmale maale (1896)
- Raudsed käed (1898)
- Mahtra sõda (1902)
- Kui Anija mehed Tallinnas käisid (1903)
- Prohvet Maltsvet (1905–1908)
- Jutustused (1913)
- Mäeküla piimamees (1916)
- Tabamata ime (1912)
- Pisuhänd (1913)
- Side (1917)
- Rahva sulased (befejezetlen, 1933)

## Magyarul
- A hegyfalvi tejesember. Regény; ford. Bán Aladár; Kner, Gyoma, 1933
- Új kiadásban Aki eladta a feleségét címmel. Ford., utószó Kálmán Béla; Európa, Bp., 1967